# Mataskär
Mataskär, finska: Matasaari, är en ö i Finland. Den ligger i Finska viken och i kommunen Esbo i den ekonomiska regionen  Helsingfors i landskapet Nyland, i den södra delen av landet. Ön ligger omkring 14 kilometer väster om Helsingfors.
Öns area är 3,3 hektar och dess största längd är 280 meter i nord-sydlig riktning.